# Gungminui-Partei (2020)
Die Gungminui-Partei (Koreanisch: 국민의당, Transliteration: Gungminui-dang, deutsch: Partei der Staatsangehörigen oder auch manchmal Volkspartei genannt) ist eine südkoreanische Partei, die von dem früheren Unternehmer Ahn Cheol-soo (안철수) am 23. Februar 2020 gegründet wurde.
Ahn verfolgte mit der Parteigründung, welche bereits seit Anfang Januar 2020 avisiert wurde, das Ziel eine ähnliche, zentristische Bewegung aufzubauen wie Emmanuel Macron mit La République en Marche. Er lehnte Angebote bezüglich eines Beitritts zur Mirae-tonghap-Partei und deren Schwesterpartei der Mirae-hanguk-Partei ab.
Bei der Parlamentswahl in Südkorea 2020 gewann die Gungminui-Partei drei Sitze und schnitt damit schlechter ab, als ursprünglich erwartet. Danach wurden erneut Gerüchte laut, dass die Partei sich mit der Mirae-hanguk-Partei vereinigen könnte. Die MHP erreichte 19 Sitze und damit einen Sitz weniger als die benötigte Mindestanzahl für die Gründung einer Verhandlungsgruppe im Parlament. 

## Wahlergebnisse
| Wahl                | Wahl        | Stimmen   | %   | Mandate |
| ------------------- | ----------- | --------- | --- | ------- |
| Parlamentswahl 2020 | Parteiliste | 1.896.719 | 6,8 | 3 / 47  |